# Muzeum Narodowe Czarnogóry
Muzeum Narodowe Czarnogóry (czarnog.: Народни музеј Црне Горе, Narodni muzej Crne Gore) – największe w Czarnogórze muzeum, założone w 1896 r. znajduje się w Cetyni. Zajmuje się konserwacją, dokumentacją oraz gromadzeniem najważniejszych pamiątek związanych z Czarnogórą, jej historią, kulturą i tradycjami. Większość eksponatów pochodzi z okresu od połowy XV w. do współczesności.

## Opis
W 1838 r. utworzono specjalną przestrzeń w Bilardówce, gdzie eksponowano trofea, flagi i przedmioty odnoszące się do historii Kościoła, zwłaszcza cenne ikony i przedmioty liturgiczne. W 1890 r. muzeum przeniesiono do budynku nazwanego Laboratorium, w 1896 r. uchwalono ustawę o Książęcej Bibliotece i Muzeum Czarnogóry, a w budynku Zetski dom utworzono muzeum.

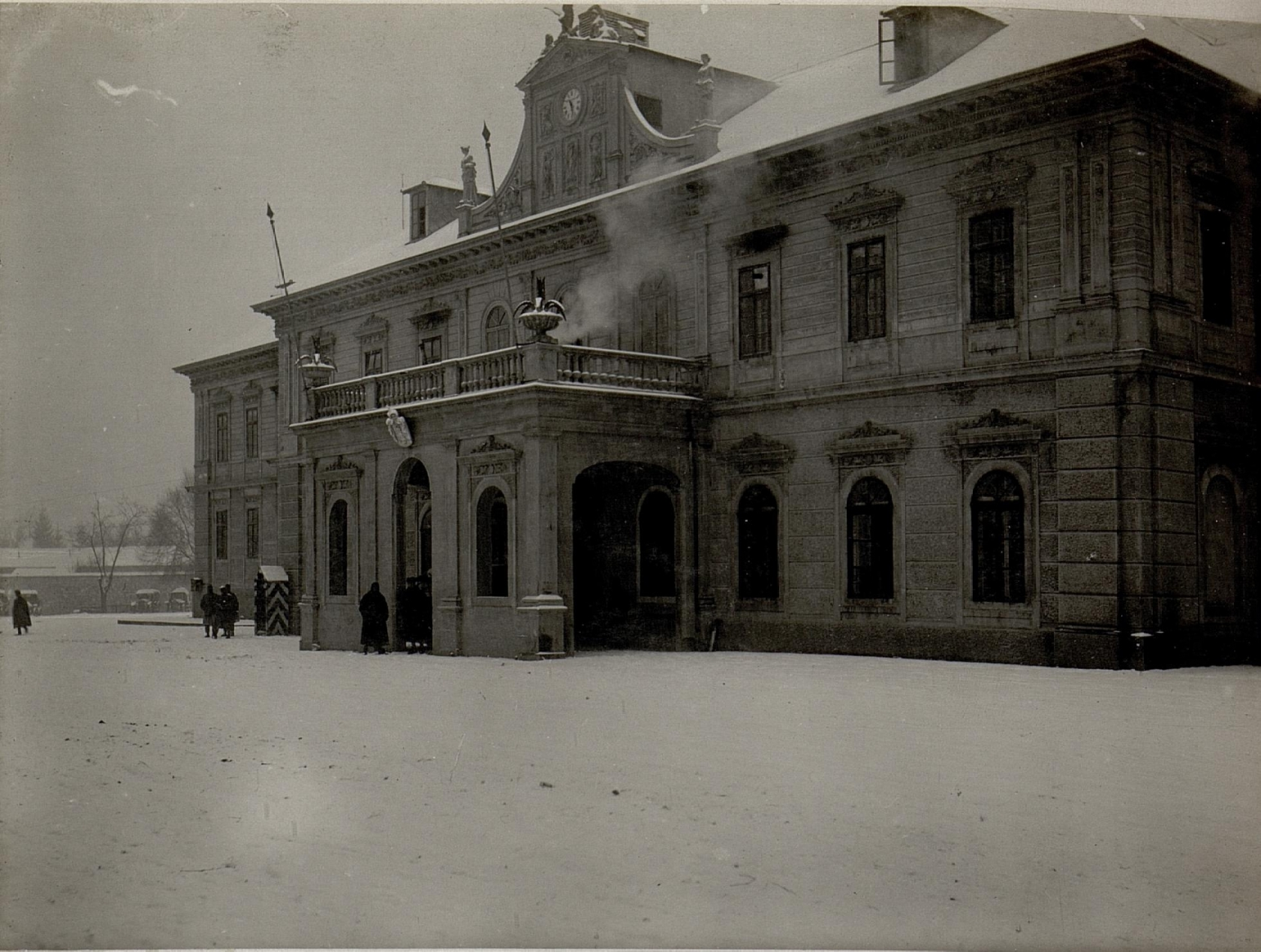
Dom Rządowy, w którym obecnie mieści się muzeum, 1916)

W 1926 r. na dworze ostatniego władcy Czarnogóry, króla Mikołaja I Petrowića-Niegosza, powstało Państwowe Muzeum. W 1950 r. powstała Galeria Narodowa, z której utworzono Muzeum Sztuki, a rok później Muzeum Etnograficzne, Muzeum króla Mikołaja i Narodowe Muzeum Wojny Wyzwoleńczej. W 1989 r. powstała stała ekspozycja Muzeum Historycznego. W 1992 r. instytucja składająca się z kilku oddziałów muzealnych „Muzea Cetinje” została przekształcona w Muzeum Narodowe Czarnogóry.
W 2002 r. w budynku dawnej ambasady Serbii utworzono Muzeum Etnograficzne. W tym samym roku otwarto galerię Atelier Dado. W 2012 r. powstało Muzeum Archeologiczne, a na dziedzińcu Bilardówki otwarto lapidarium. Na Placu Balšića w 2012 r. w odrestaurowanym budynku dawnego Trgoprometu otwarto nowoczesną galerię „Miodrag Dado Đurić”. W 2018 r. Muzeum Etnograficzne udostępniło pierwszą stałą ekspozycję.
Muzeum Narodowe Czarnogóry zajmuje się konserwacją, dokumentacją oraz gromadzeniem najważniejszych pamiątek związanych z Czarnogórą, jej historią, kulturą i tradycjami. Zbiór eksponatów muzealnych na terenie dzisiejszej Czarnogóry sięga od starożytnej przeszłości do współczesności. Jednak we współczesnym sensie możliwe jest utrwalenie śladów od połowy XV w., kiedy Cetynia została ustanowiona jako polityczne i duchowe centrum Czarnogóry.

## Oddziały

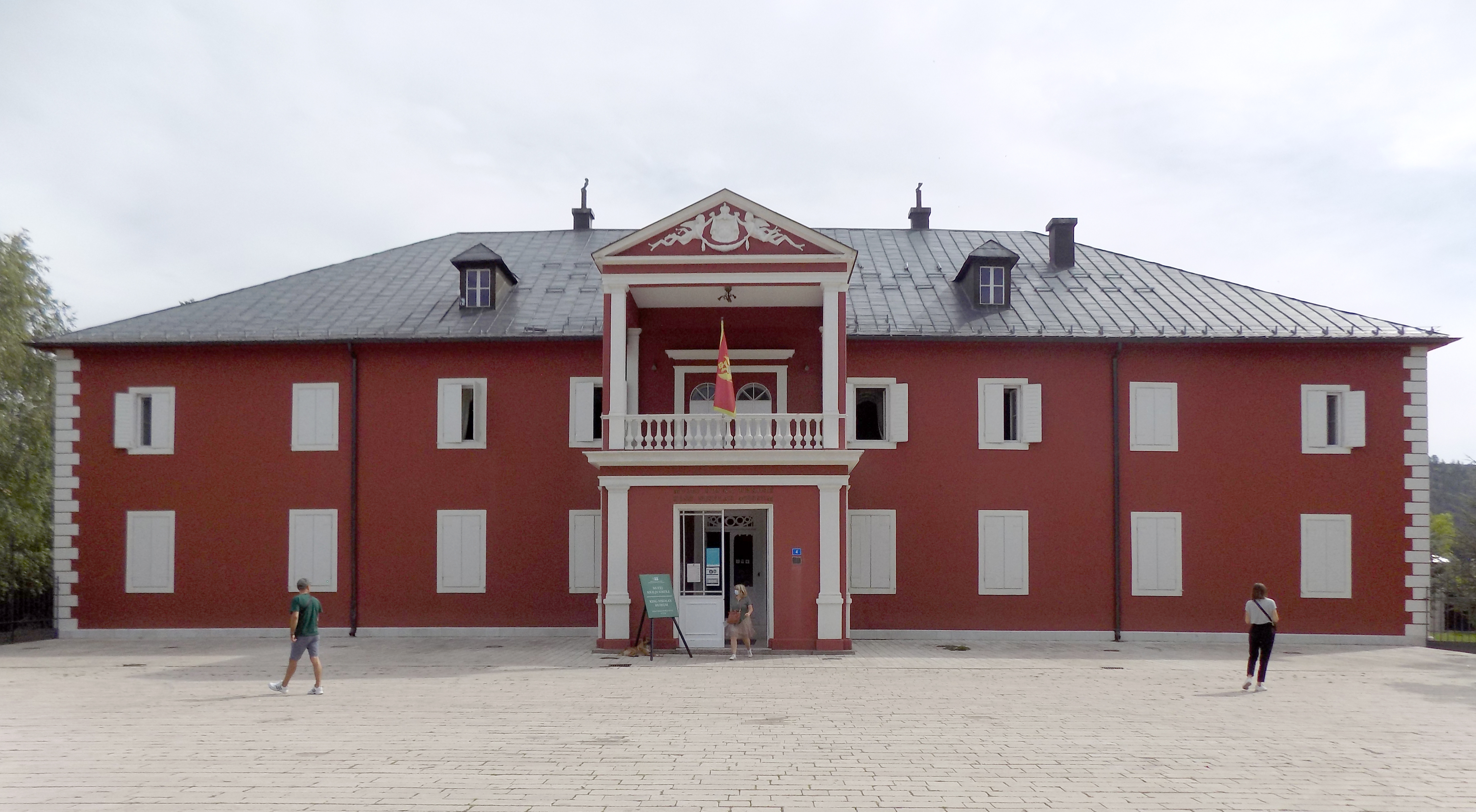
Pałac króla Mikołaja, Cetynia

Muzeum Narodowe Czarnogóry składa się z kilku jednostek organizacyjnych:
- Muzeum Historyczne Czarnogóry
- Muzeum Etnograficzne Czarnogóry
- Muzeum Sztuki z Galerią Sztuki Współczesnej „Miodrag Dado Đurić” i Atelier DADO
- Muzeum Archeologiczne z Lapidarium
- Pałac króla Mikołaja
- Bilardówka, Muzeum Piotra II Petrowića Niegosza
- Mauzoleum Niegosza
- Miejsce urodzenia Niegosza

## Zewnętrzne linki
- Muzeum Narodowe Czarnogóry - film promocyjny
- Wirtualne zwiedzanie Muzeum Narodowego Czarnogóry – plakaty i fotografie z czasów Jugosławii
- Wirtualne zwiedzanie Muzeum Narodowego Czarnogóry – eksponaty ubiorów historycznych
- Wirtualne zwiedzanie Muzeum Narodowego Czarnogóry – elementy jednej z najstarszych drukarni na świecie